# バニラ37℃
バニラ37℃（バニラさんじゅうななどしー）とは、むつ利之が週刊少年マガジンに連載していたギャグ漫画、及びそれを原作としたスペシャルテレビドラマである。

## 概要
- 「バニラ37℃」とはむつ利之が「ぎゃんばるギャング」の次に週刊少年マガジンに連載されていたギャグ漫画である。
- 交通事故で死亡した女子高生・甘井バニラがサイボーグとして復活し、様々な騒動を起こすギャグコメディであり、前作が読者が偏った反省から、より幅広い読者に読んで貰おうと、様々な試行錯誤の工夫が見られた。
- 連載終了後の1985年12月2日にフジテレビ系「月曜ドラマランド」枠で、石野陽子主演の単発ドラマ「サイボーグ女子高生バニラ37℃」のタイトルでドラマ化された。
- また、最終巻では頁数が不足した為、月刊少年マガジンに連載されるも、短期で連載終了した「愛してカッペ」も付録として収録されており、本稿では「愛してカッペ」も取り扱う。

## あらすじ
高校2年生の甘井バニラは交通事故で生涯を終えた…筈だった。処が、バニラの死から1週間が過ぎた後、何とバニラは飛行して学校へ登校し、サイボーグとして復活したのであった。
そのサイボーグプロジェクトは某大国の主導の元、サイバネティクスの権威・水道橋博士が行なっているもので、そのバニラの力を巡り狙う勢力も居るが、バニラはそんな事殆どお構い無しに青春を謳歌している。

## 登場人物
(演)はテレビドラマ版の配役を表す。

### 甘井家
甘井　バニラ(演・いしのようこ(当時・石野陽子))
本編の主人公。高校2年生→高校3年生ある日交通事故で若い生涯を終えた…筈だったが、サイボーグとして復活し、人間時代と同じ生活へ戻る。
バスケットボール部に所属し、運動神経はかなり高い。
サイボーグとしての能力は
飛行能力
怪力(但し、任意でコントロール可能。)
人間時代以上の反射神経
秘密結社・ストロベリーと戦ったり、建築のバイトをしたり女子プロレスに挑戦したり、物語後半は私立探偵を起業した。
甘井　唐夫
第2話から登場。甘井家の当主で35歳の会社員。しかし、妻には頭が上がらず、カカア天下である。
普段は駄目男に見えるが、いざ仕事へ出るとシャキッとしている。
甘井夫人
第2話から登場。唐夫の妻でバニラと正樹の母で38歳のレコード店経営。唐夫から見れば「姉さん女房」である。洋楽のヘヴィメタルに熱狂しており、雨井家で一番出番が多かった。
最後までフルネームは明かされなかったので、「甘井夫人」表記となった。
雨井　正樹
第2話から登場。バニラの弟で中学1→2年生だが「まさき」ではなく「せいき」と読む。思春期に入ったばかりの所謂マセガキであるが、バニラには頭が上がらず、唐夫に次いで出番が少なかった。

### 高校関係者
南条　ユキ
第2話から登場のバニラの幼馴染。子分を率いる女番であるが、弱気を助け、強気を挫く、一本筋を通した生き方をしている、たまに個人称が「オレ」になる事もある。
フルネームは第8話で判明した。
マチ子
バニラのクラスメートその2。なのに殆ど出番が無く、最終回でも出番が少なかった。
竹田 春秋
第1話から登場でリーゼントがトレードマークの男子学生。当初はバニラの事故死を悲しんでいたが、バニラのサイボーグの復活に仰天し、ノーヘルで亀夫と二人乗りフルスピードのスクーターにもバニラに追い付き女子の下着を盗んでは高額で売る不届者であり、亀夫と共にバニラにコテンパにされるのが物語のセオリーであった。なお、人間時代のバニラは逆に春秋と亀夫にやられていた模様。
フルネームは第10話で判明した。
容姿は故・まつもと泉原作の「きまぐれオレンジ☆ロード」の原田真二に、立ち位置は小松整司に似ている。
亀夫
第1話から登場する春秋の悪友。やや太り気味で、現代風に言えばオタク容姿の人間である。春秋と同様、当初はバニラの事故死を悲しんでいたが、バニラのサイボーグの復活に仰天し、第1話で春秋と同乗したスクーターで逃走するも、春秋と共にバニラにコテンパにされた。春秋が「きまぐれオレンジ☆ロード」の小松整司なら、亀夫は八田一也である。
2年生時の担任の先生
第1話に登場。リボンと眼鏡がトレードマークで、バニラのサイボーグとして復活に驚く。以後、第12話の山田ブラザーズの転校紹介を最後に姿を消し、名前が無くて気の毒。
吉川 コウジ
第16話から登場した、高校3年生時の担任。24歳独身の体育教師。兎に角面倒見の良い教師であるが、路線変更の影響で出番が少なかった。元ネタは当時人気のアーティストだった「吉川晃司」である。

### その他のレギュラーキャラクター
坂上 六樹(演・土家歩)
第2話から登場。バニラと同じ17歳だが、プロボクサーでリングネームは「ロッキー」である。
バニラに鞄をぶつけられた事で一目惚れし、バニラと一緒に居たいが為に、文部大臣の父親の権力を利用し、バニラの学校へ転校して来る。
バニラとの恋仲を深める…、と思いきや中盤から出番が減らされ、最終回迄出番が無かった。
「きまぐれオレンジ☆ロード」の登場人物に例えるなら火野勇作+春日恭介を足して二で割った人物と言える。
水道橋博士
第1話より登場し、第3話で来日。現代流に言えばサイバネティクス工学の権威であり、日本へ来た理由はサイボーグ試作1号＝バニラの完成と監視お目付であった。
助手の俵買太郎とは非常に微妙な関係である。
俵 買太郎
第3話より水道橋博士と共に来日。格闘技に優れているものの師匠の水道橋博士には敵わない。師匠の奇行に頭を痛める苦労人である。その反面、本人も奇行を行う為、どっちもどっちと言える。
元ネタは元フジテレビアナウンサーだった故・俵孝太郎である。
大統領
序盤のみ登場。どう見ても某大国の大統領であり、サイボーグ計画が国際的プロジェクトである事が示唆されていたが、第10話で秘密結社・ストロベリーが行動開始した事を水道橋博士に告げた事を最後にフェードアウトする。
バニラがサイボーグの被験体となった理由は、本編では遂に明かされる事は無かった。
ガスの検診係
終盤に登場するバニラシークレットサービスのガスの検診へ行くも、いつも酷い目に遭うのがセオリーであった。最終回でやっと入れて貰った。

### ゲストキャラクター
悪園高校俳句クラブ
第1話登場の不良トリオ。不良と俳句と言うギャップが凄かった。
坂上文部大臣
本作で唯一登場する日本政府関係者で、第6話に登場する六樹の父親。豪快無比を絵に描いた様な男性で、六樹がバニラの居る高校へ入りたいが為、権力を使い六樹を転校させた。
米田ウメ
第9話「米田ウメまかりとおる！」に登場の兎に角パワフルなお婆さん。夫に先立たれるも、1人で生きている。
無名のコメディアン
第15話「ストップ・ザ・自殺」に登場。売れずに悩んで飛び降り自殺しようとした所、飛行中のバニラに助けられ、バニラ達の助力で立ち直る。
水沢マチ子
第10話に登場するバニラ達のクラスメート。ポニーテールと眼鏡がトレードマークのガリ勉少女で、東大進学を目指している。しかし、竹田春秋の事が気になる様になる。
山田ブラザーズ
第12(覆面姿なら第11話ラストで登場。)・13話に登場した秘密結社ストロベリーの工作員。兄の一郎と弟の二郎の双子の忍者である。
第12話ラストでバニラの高校へ転校するも、その可愛さに一目惚れし、頭を坊主にして組織を離反する。
出前太郎
第23・24話登場。中華料理店の新人出前でバニラに勝負を挑む。

## テレビドラマ
1985年12月2日に「月曜ドラマランド」枠の単発ドラマ「サイボーグ女子高生バニラ37℃」として、石野陽子主演で放送された。
原作と異なる点は
- 交通事故で死亡しておらず、瀕死の重傷でサイボーグへ改造される。
- バニラの力はセルフコントロール出来ない

と言う点である。

### 出演者
- 石野陽子（いしのようこ）
- 土家歩
- 桜井宏子
- 川辺太一郎
- 榊原るみ
- 生田悦子
- 清水章吾（花木章吾）
- 犬塚弘

### ネット局
(当時の系列局と同時ネット局のみ記載)
- フジテレビ(キー局)
- 北海道文化放送
- 仙台放送
- 山形テレビ(当時はFNS系列局)
- 福島テレビ
- 新潟総合テレビ
- 富山テレビ
- 石川テレビ
- 福井テレビ
- 長野放送
- テレビ静岡
- 東海テレビ
- 関西テレビ
- 山陰中央テレビ
- 岡山放送
- 愛媛放送
- テレビ新広島
- テレビ西日本
- サガテレビ
- テレビ熊本(当時はテレビ朝日とのクロスネット局)
- 沖縄テレビ

## 愛してカッペ
愛してカッペとは、むつ利之が月刊少年マガジンに連載していたギャグ漫画で、読み切り1話と連載全4話の全5話の構成であった。

### 概要
元々は月刊少年マガジン1983年8月号に読み切りで掲載されていたが、翌1984年2月号から連載が始まった。しかし、連載版は4回で打ち切りとなった。
群馬県の架空の村・どカッペ村に住む高校生3人組が悲喜交々のストーリーを展開するギャグ漫画で、連載が短期で打ち切りとなった影響で単独で単行本化されず、バニラ37℃KCコミック版最終第3巻の巻末に掲載された。

### あらすじ
群馬県どカッペ村(架空の町村)に住む多古七郎(通称・ジョニー) と、悪友の山田貞吉(通称・サミー) と、同じく梅松留造(通称・トミー) の三人は、時には東京の原宿へ行ってナンパをしたり、六本木でディスコを踊ったり、どカッペ村の高校で騒動を起こしたりと、青春を謳歌している。

### 登場人物

#### メインキャラクター
多古七郎
本作の主人公で、通称「ジョニー」。坊主頭がトレードマークで老け顔だが、これでもれっきとした高校生である。
原宿でローカルダンスの「今日の気分は段々畑」を踊ったり、東京の屋上テニスで「アイスドール」と言われる少女とテニスで勝負し、親密になったり、六本木でダンシングマシーン・ヨーコとの対決でオリジナルダンスを披露したり、東京から来た美少女転校生大野マリとの出会いと失恋、クラスメイトの花子を助ける為に活躍したりと、様々な出来事を起こしてる。
なお、バニラ37℃の第24話で似たキャラクターがモブとして出演している
モチーフは元タレントの故・たこ八郎で、余談ながら連載終了翌年夏にたこ氏は水難事故で生涯を終えている。
山田貞吉
七郎の悪友その1で通称・サミー。リーゼントとサングラスがトレードマークのキャラクターである。
東京へ繰り出し、ナンパに励むも上手く行かないのがセオリーである。
そして、結構友情に強い奴である。
梅松留造
七郎の悪友その2で、通称・トミー。金髪で、高校生なのに髭を生やしているのがトレードマークである。
東京繰り出し、ナンパに励むも上手く行かないだけでなく、七郎のマイペースに振り回されている。

#### ゲストキャラクター
アケミと名無しの仲間
読み切り版の第1話登場。貞吉と留造にナンパされるも、田舎者のピーマン(外観だけで中身の無い愚か者の意味) と馬鹿にされる。
しかし、七郎のマイペースに気に入られ、ローカルダンス「今日の気分は段々畑」を踊る事になる。
アイスドール
連載初回の第2話登場。氷の様な冷たい態度と実力で数々のナンパを振ったが、七郎とのテニス勝負でトラウマを刺激され、遂には心を開き、七郎と親密になる。
ダンシングマシーンヨーコ
第3話登場のプロダンサー。余りにも上手過ぎてチークタイム前に男が玉砕と言う腕前を持つが、七郎の非常識な踊りにノックアウトされる。
大野マリ
第4話登場。とびきりの美少女で七郎と親密になるが、親の都合で再転校となり、七郎の初恋は失恋に終わった。
花子
第4話と最終回に登場。容姿にやや難のあるキャラクターだが、最終回では不良グループに捕まるも、七郎の奇行に怒り、自力で脱出。そこで打ち切りとなった。
隣町の不良グループ
最終回登場。どカッペ高校で迷惑行為を行い、花子を拉致するが、七郎の奇行に花子が怒った為、逆に酷い目に遭った。

## 書籍データ・話数リスト
1985年にマガジンKCコミックから全3巻が発売された。
その後、バニラ37℃はドットコムコミックとして復刻しているが、「愛してカッペ」が収録されているかは不明。
第1巻1985年7月18日発売　雑誌42420-60 ISBN 4-06-173060-6C0279
- 第1話　バニラ死す!
- 第2話　ロッキーの初恋
- 第3話　水道橋博士の陰謀!
- 第4話　バニラのファーストラブ
- 第5話　バニラの初デート
- 第6話　バニラの初体験
- 第7話　失恋バニラ
- 第8話　スケ番ユキの危機(ピンチ)!
- 第9話　米田ウメまかりとおる!
- 第10話　やさしくなければ男じゃない
- 第11話　バニラに魔の手が!

第2巻1985年9月18日発売　雑誌42420-73   ISBN 4-06-173073-8C0279
- 第12話　バニラに刺客が!?
- 第13話　バニラと山田一郎・二郎の対決
- 第14話　アルバイトでガンバ!
- 第15話　ストップ・ザ・自殺
- 第16話　減量は女のイジよ!
- 第17話　バニラの女子プロレス挑戦
- 第18話　バニラ対バキューム車
- 第19話　愛の春季キャンプ
- 第20話　私立探偵バニラ登場!
- 第21話　くつ下マスクをとらえろ!!
- 第22話　恐怖の出前勝負

第3巻(最終巻)1985年11月18日発売　雑誌42420-90ISBN 4-06-173090-8C0279
- 第23話　愛の出前勝負!!
- 第24話　バッグの落とし主は誰だの
- 第25話　みょうなヤツ
- 第26話　チカン撃退法!!
- 第27話　神も仏もありゃしねえ
- 第28話　不思議な魔法のランプ!!
- 第29話(最終回) 涙のさよならパーティー

愛してカッペ
- その一
- その二
- その三
- その四
- その五(最終回)